# Laetmaster spectabilis
Laetmaster spectabilis är en sjöstjärneart som beskrevs av Perrier 1881. Laetmaster spectabilis ingår i släktet Laetmaster och familjen solsjöstjärnor. Inga underarter finns listade i Catalogue of Life.